# Festivalul de Film de la Veneția
Festivalul de film de la Veneția (italiană Mostra Internazionale d'Arte Cinematografica della Biennale di Venezia, engleză Venice Film Festival ori Venice International Film Festival, este cel mai vechi festival de film din lume. 
Fondat în 1932, ca Venezia Biennale, Festivalul de film de la Veneția este alături de Festivalul Internațional de Film de la Cannes și Festivalul Internațional de Film de la Berlin unul din Cele mari trei.

## Istoric
Prima ediție a festivalului s-a ținut între 6 și 21 august 1932.
În 2020, cea de-a 77-ediție a festivalului s-a desfășurat între 2 și 12 septembrie.

## Premii acordate la Festivalul de film
Trofeul cel mai dorit al acestui festival este Leul de Aur, al cărui nume se datorează simbolului orașului (leul Bazilicii San Marco). Premiul reprezintă una dintre cele mai importante aprecieri ale criticii cinematografice, ca și Palme d'Or decernată la Festivalului Internațional de Film de la Cannes, sau Ursul de Aur, pentru Festivalul Internațional de Film de la Berlin. Acestea trei sunt premiile cu cel mai puternic impact, și adesea au o poziție contrastantă față de Premiile Oscar ale Academiei Americane de film.

## Vezi și
- Leul de Aur
- Leul de Argint
- Expoziția Internațională de Artă Cinematografică de la Veneția